# Étréaupont
Étréaupont település Franciaországban, Aisne megyében. Lakosainak száma 845 fő (2022. január 1.). Étréaupont La Bouteille, Effry, Fontaine-lès-Vervins, Froidestrées, Gergny, Laigny, Luzoir, Ohis és Sorbais községekkel határos.

## Népesség
A település népességének változása:
| Lakosok száma | 1015 | 955  | 933  | 868  | 916  | 888  | 859  | 856  | 850  | 845  |
|               | 1968 | 1982 | 1999 | 2006 | 2011 | 2015 | 2017 | 2018 | 2020 | 2022 |